# Attilio Bartole
Attilio Bartole (Pola, 16 settembre 1906 – Modena, 15 febbraio 1997) è stato un politico e farmacista italiano.
Fu membro della Camera dei deputati per cinque legislature.

## Biografia
Nato in Istria, negli anni 1920 si trasferì in Emilia per studiare all'Università di Modena, dove conseguì la laurea in farmacia e chimica. Negli anni seguenti fu nominato direttore delle farmacie comunali e promosse la costruzione del Policlinico di Modena.
Durante gli anni universitari fu presidente della sezione locale della Federazione Universitaria Cattolica Italiana dal 1926 al 1928. Nel 1943 fu tra i fondatori della Democrazia cristiana a Modena insieme ad Alessandro Coppi e fece parte del Comitato di liberazione nazionale, ricevendo la medaglia di bronzo al valor militare per la sua attività di organizzazione ed informativa nella Resistenza.
Nel dopoguerra fu eletto al consiglio comunale, rimanendovi fino al 1947, rappresentando la corrente interna della destra moderata e conservatrice, contraria agli accordi trasversali tra DC, PCI e PSIUP. Appoggiato da agrari e industriali, ottenne la direzione locale del partito in occasione del terzo congresso provinciale (ottobre 1946), prendendo il posto degli ex partigiani cattolici Ermanno Gorrieri e Luigi Paganelli. Nel marzo 1948 si dimise dall'incarico direttivo, venendo sostituito da Gian Paolo Feltri, per candidarsi alle elezioni politiche nel collegio di Parma, dove però risultò il primo dei non eletti con 21.556 preferenze. Tuttavia, a seguito del decesso dell'on. Michele Valenti, il 23 marzo 1949 riescì ad entrare alla Camera dei Deputati, dove rimase per cinque legislature, fino al 1972.
Negli ultima anni di vita entrò nel Terzo ordine francescano. Morì a Modena all'età di 90 anni.